# Un Lucero en la México
Un Lucero en la México es el primer álbum en vivo de la cantante mexicana Lucero y también su primer disco doble. Fue lanzado al mercado a mediados de noviembre de 1999. Es el resultado de la grabación del concierto ofrecido en la Plaza de toros Monumental de México de la Ciudad de México el 19 de junio de 1999 con el motivo de la pre celebración de los 20 años de carrera de la artista, presentándose esta frente a unas 50 000 personas allí.
Este álbum obtuvo una certificación de disco de oro debido a las cerca de 150 000 unidades vendidas en México.

## Antecedentes
Debido al éxito obtenido con su álbum Piel de ángel en Latinoamérica y su álbum de rancheras Cerca de ti en la unión americana; Lucero está en constante presencia en programas de radio y televisión; así como en artículos y portadas de revistas.[cita requerida]
A finales de 1998, Fonovisa (Estados Unidos) y Melody (México) (ambas con capital financiero de Televisa) se fusionan y una de sus condiciones es la de que algunos cantantes con contratos firmados de la segunda discográfica pudieran ceder sus contratos a otras casas disquera.  Melody desaparece y debido a los éxitos y proyección musical Lucero es requerida por la compañía Sony Music dando permiso Fonovisa para su traspaso.[cita requerida]
A inicios de 1999, tiene una participación principal en la entrega de premios TVyNovelas'98 recibiendo un reconocimiento por sus próximos 20 años de carrera musical.   También es reconocida en la primera entrega de premios Billboard Latinos en Miami, Florida donde recibe el premio a la mejor grabación femenina en el género regional mexicano por su álbum Cerca de Ti.
En mayo de 1999, Lucero anuncia la preparación de un concierto en especial para sus fans y para celebrar sus 20 años de carrera.[cita requerida]

## Concierto
El 19 de junio de 1999, se lleva a cabo el concierto en celebración de sus 20 años de carrera en la Plaza de toros Monumental de México frente alrededor de 20,000 personas en donde la cantante interpreta sus éxitos principales durante 2 horas y media.[cita requerida]
En la primera parte del concierto interpreta temas rítmicos y baladas románticas de sus principales éxitos en la radio; también incluye algunos popurrís conjugando canciones de sus primeros álbumes.  Para la segunda parte, se acompaña de Mariachi en donde interpreta sus éxitos vernáculos.[cita requerida]
El concierto es grabado para un próximo material discográfico y también para su proyección por televisión nacional en un programa especial trasmitido por la empresa Televisa a inicios de julio denominando el programa Un Lucero en la México[cita requerida]
En septiembre de 1999 Lucero presenta este concierto en un gran hotel de Las Vegas, Nevada como parte de la celebración del 16 de septiembre.[cita requerida]

## Promoción
Debido al éxito del concierto así como el índice de audiencia obtenido por el programa televisado, Sony decide lanzar y promocionar el concierto en un álbum doble para la República Mexicana y algunos países de América Latina.
Además de lanzar el material discográfico como un CD doble; se acompaña por un amplio booklet artístico de fotografías del concierto.
El sencillo que se selecciona para la promoción del álbum es la canción Quiero.[cita requerida]
Para inicios del año 2000, y con el objetivo de lograr mayores ventas la empresa Sony decide separar y promocionar los dos CD de manera individual; en México lanza solamente el CD con la primera parte del concierto y en Estados Unidos lanza el CD con las canciones rancheras, logrando así incrementar las copias vendidas.[cita requerida]

## Lista de canciones
| Un Lucero en la México - CD 1 - Pop |                                                                                            |          |  |
| N.º                                 | Título                                                                                     | Duración |  |
| 1.                                  | «Introducción»                                                                             | 2:22     |  |
| 2.                                  | «Historias de amores»                                                                      | 4:26     |  |
| 3.                                  | «Tácticas de guerra»                                                                       | 3:42     |  |
| 4.                                  | «Veleta»                                                                                   | 5:17     |  |
| 5.                                  | «Una vez más»                                                                              | 5:02     |  |
| 6.                                  | «Quiero»                                                                                   | 4:35     |  |
| 7.                                  | «Siempre contigo»                                                                          | 4:54     |  |
| 8.                                  | «Medley» (Amor secreto, Fuego y ternura, Tu desdén, Corazón a la deriva, Tanto)            | 7:23     |  |
| 9.                                  | «Sobreviviré»                                                                              | 5:38     |  |
| 10.                                 | «Ya no»                                                                                    | 3:15     |  |
| 11.                                 | «Medley» (Caso perdido, Siempre te seguiré, Millones mejor que tú, Todo el amor del mundo) | 5:51     |  |
| 12.                                 | «Toda la noche»                                                                            | 1:58     |  |
| 13.                                 | «Piel de ángel»                                                                            | 2:32     |  |
| 14.                                 | «Cuéntame»                                                                                 | 6:23     |  |
| 15.                                 | «Vete con ella»                                                                            | 8:30     |  |
| 1:11:56                             |                                                                                            |          |  |

| Un Lucero en la México - CD 2 - Mariachi |                                                                         |          |  |
| N.º                                      | Título                                                                  | Duración |  |
| 1.                                       | «Si nos dejan»                                                          | 4:01     |  |
| 2.                                       | «Que no quede huella»                                                   | 3:16     |  |
| 3.                                       | «Corazón lastimado»                                                     | 3:15     |  |
| 4.                                       | «Se me olvidó otra vez»                                                 | 2:53     |  |
| 5.                                       | «El milagro»                                                            | 2:47     |  |
| 6.                                       | «Popurrí» (La media vuelta, Que bonito amor, Un mundo raro, No volveré) | 7:20     |  |
| 7.                                       | «Me estás quemando»                                                     | 4:10     |  |
| 8.                                       | «Y volveré»                                                             | 4:24     |  |
| 9.                                       | «Desviste mi boca»                                                      | 3:10     |  |
| 10.                                      | «De que manera te olvido»                                               | 3:14     |  |
| 11.                                      | «Amor eterno»                                                           | 5:24     |  |
| 12.                                      | «Popurrí» (El noa noa, Flores de amor, No tengo dinero, Será mañana)    | 6:13     |  |
| 13.                                      | «Una aventura»                                                          | 3:26     |  |
| 14.                                      | «Tristes recuerdos»                                                     | 5:54     |  |
| 15.                                      | «Llorar»                                                                | 3:01     |  |
| 16.                                      | «Volver, volver»                                                        | 3:08     |  |
| 17.                                      | «El son de la negra»                                                    | 1:54     |  |
| 1:07:37                                  |                                                                         |          |  |